# Лансдаунский портрет
«Джордж Вашингтон» (англ. George Washington) или «Лансдаунский портрет» (англ. Lansdowne Portrait) — картина американского художника Гилберта Стюарта, написанная им в 1796 году. На нем изображен 64-летний президент Соединенных Штатов Джордж Вашингтон в последний год своего пребывания у власти. Портрет был подарен бывшему премьер-министру Великобритании Уильяму Петти и находился в Англии более 150 лет.
Оригинал хранится в коллекции Национальной портретной галереи США, а авторские копии находятся в Белом доме, Бруклинском музее, Пенсильванской академии изящных искусств.